# Вешович, Марко
Ма́рко Ве́шович (черног. Marko Vešović / Марко Вешовић; род. 28 августа 1991, Титоград) — черногорский футболист, защитник клуба «Карабах» и сборной Черногории.

## Карьера

### Клубная
Воспитанник сербской команды «Младост», проходил подготовку в команде «Будчност», где и начал профессиональную карьеру. Успел провести всего 4 игры, но один раз отличился. В июне 2010 года перешёл в «Црвену Звезду».
Провёл 17 игр в составе «красно-белых». Свой первый гол забил в товарищеской игре с новым чемпионом Словении «Копером».

### В сборной
С 2009 по 2012 года вызывался в молодёжную сборную Черногории.

## Достижения
- Обладатель Кубка Сербии: 2011/12